# Phallus Dei
| Recensione              | Giudizio       |
| ----------------------- | -------------- |
| AllMusic                |                |
| Piero Scaruffi          |                |
| Ondarock                | Pietra miliare |
| Storia della musica     |                |
| Dizionario del Pop-Rock |                |
| 24.000 dischi           |                |

Phallus Dei è il primo album in studio della band tedesca Amon Düül II, uscito nel 1969 e dedicato alla memoria di Irmgard Weigelt.

## L'album
Può essere considerato il primo vero capolavoro del Krautrock, e gli Amon Düül II, invece, la band pioniera dell'intera scena tedesca.
Le atmosfere barbariche un po' decadenti sono le caratteristiche di questo disco, in particolar modo la lunga suite che dà nome all'album e che occupa l'intera seconda facciata.
Oltre che della musica, gli Amon Düül II si occuparono dell'artwork originale dell'LP.
Nel 2001 è uscita una versione con bonus track edita dalla Repertoire Records.

## Tracce
LP (1969, Liberty Records, LBS 83 279 I)
Lato A (LBS 83 279 A)
Testi e musiche di Amon Düül II.
1. Kanaan – 3:56
2. Den Guten, Schönen, Wahren – 6:00
3. Luzifers Ghilom – 8:02
4. Henriette Krötenschwanz – 1:59

Lato B (LBS 83 279 B)
Testi e musiche di Amon Düül II.
1. Phallus Dei – 20:45

CD (2001, Repertoire Records, REP 4872)
1. Kanaan – 4:02
2. Den Guten, Schönen, Wahren – 6:12
3. Luzifers Ghilom – 8:34
4. Henriette Krötenschwanz – 2:03
5. Phallus Dei – 20:47
6. Freak Out Requiem I – 4:02 – Traccia bonus
7. Freak Out Requiem II – 3:47 – Traccia bonus
8. Freak Out Requiem III – 0:42 – Traccia bonus
9. Freak Out Requiem IV – 7:49 – Traccia bonus
10. Cymbals in the End – 0:31 – Traccia bonus

## Formazione

### Gruppo
- Peter Leopold - batteria, percussioni, tastiere
- Shrat - voce, violino
- Renate Knaup - voce
- John Weinzierl - basso
- Chris Karrer - voce, violino, chitarre, sassofono
- Falk Rogner - tastiere
- Dave Anderson - basso
- Dieter Serfas - batteria, percussioni

### Altri musicisti
- Holger Trützsch - tamburi turchi
- Christian Burchard - vibrafono

### Produzione
- Olaf Kübler – produzione
- Tutte le composizioni, arrangiamenti e testi sono opera degli Amon Düül II
- Design copertina album originale degli Amon Düül II
- Foto copertina album originale degli Amon Düül II e Gerd Stein